# バレーボールイラン女子代表

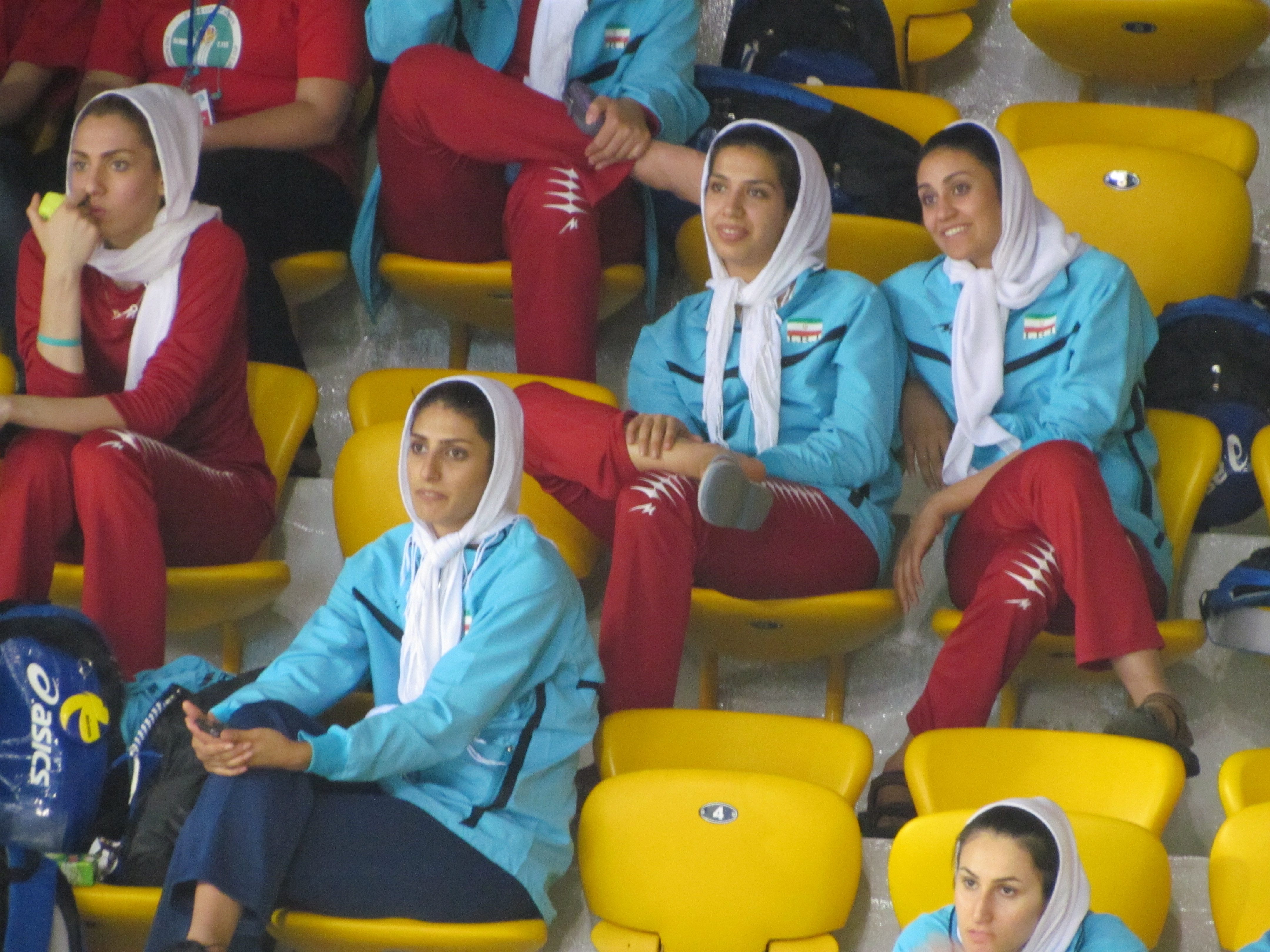
2012年アジアカップにて

バレーボールイラン女子代表は、バレーボールの国際大会で編成されるイランの女子バレーボールナショナルチームである。

## 歴史
1959年に国際バレーボール連盟へ加盟。2000年以降、アジアの強豪へ躍進した男子代表に対し、女子代表は主な国際大会出場に乏しい。初出場の2007年アジア選手権は12位。2009年大会で8位と健闘し、FIVBランキングを40位へ上昇させた。この結果から翌年の第2回アジアカップへ出場した。

## 過去の成績

### オリンピックの成績
- 出場なし

### 世界選手権の成績
- 出場なし

### アジア選手権の成績
- 2007年 - 12位
- 2009年 - 8位
- 2011年 - 8位
- 2013年 - 8位
- 2015年 - 8位
- 2017年 - 9位